# Johann Georg von Sontheim

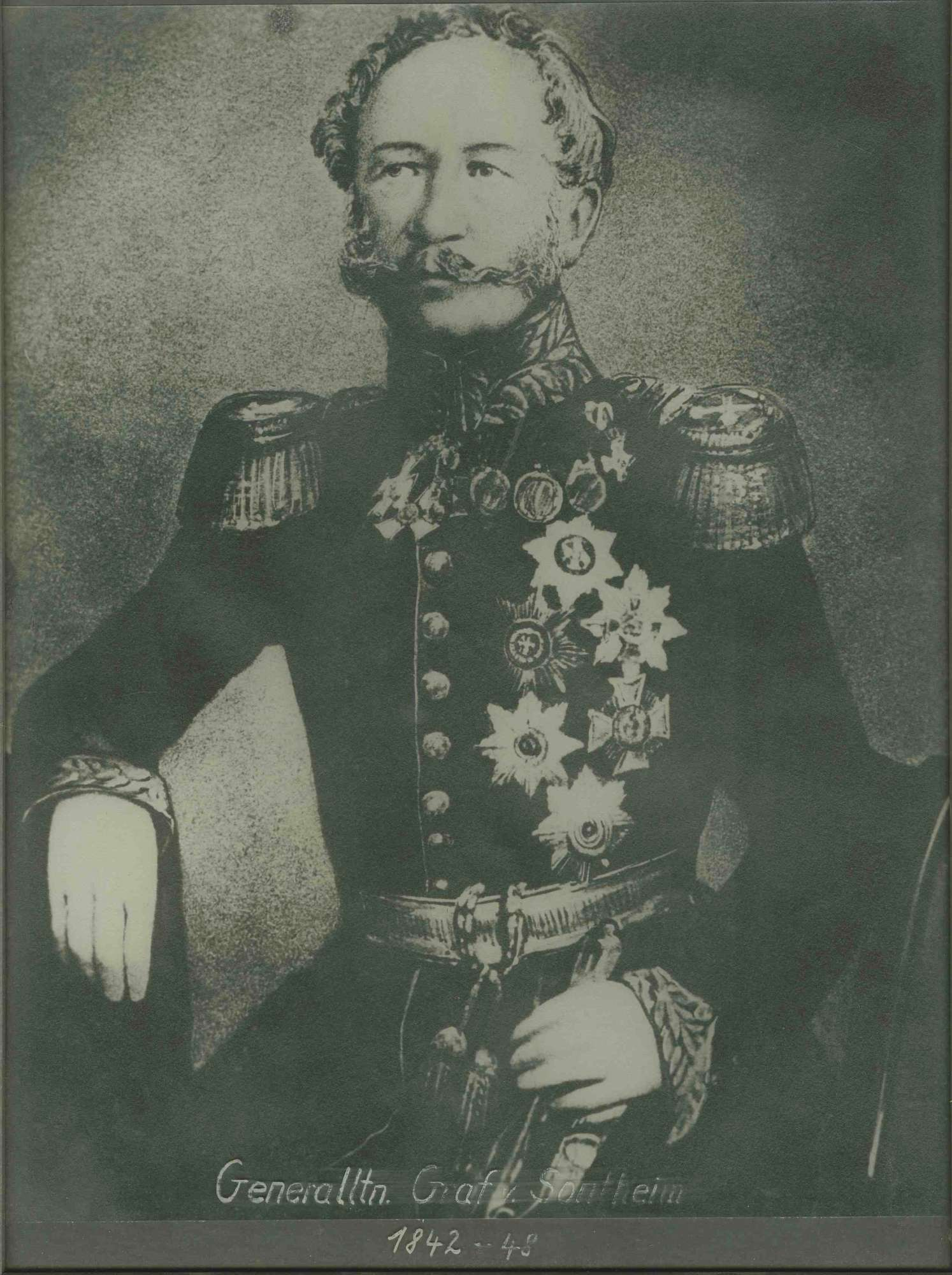
Generalleutnant
Graf Sontheim

Johann Georg Graf von Sontheim  (* 26. April 1790 in  Mömpelgard; † 14. Dezember 1860 in Ulm) war ein Generalleutnant und Kriegsminister des Königreichs Württemberg.

## Leben

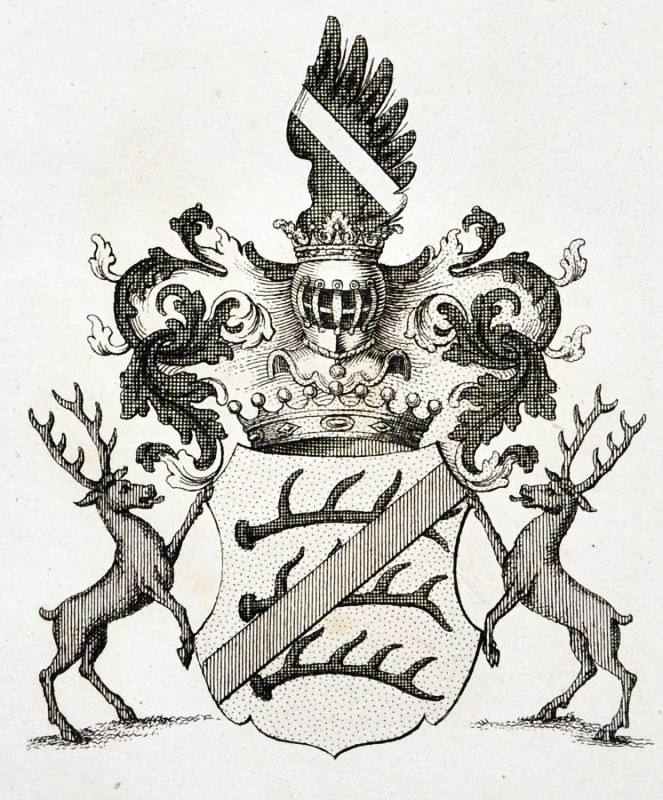
Württembergisches Bastardwappen des Grafen Sontheim im Wappenbuch des gesammten Adels im Königreich Würtemberg (1833)

### Herkunft
Johann Georg von Sontheim war ein illegitimer Sohn des regierenden Herzogs Friedrich Eugen von Württemberg und der Anne Clementine Claremantrand. Der unter dem Namen von Sontheim erzogene und ins Kadetteninstitut aufgenommene Spross des verstorbenen Herzogs wurde am 24. Januar 1807 von seinem Halbbruder König Friedrich I. legitimiert und zum Grafen von Sontheim ernannt, was ein nachgeordneter Titel ihres gemeinsamen Vaters war. Seinen Leibeserben und Nachkommen wird die Anrede Hochgeboren zugestanden. Bereits seit 1448 übte das Haus Württemberg auch in Sontheim die Landesherrschaft aus, das stets zum Heidenheimer Amt zählte. Gleichzeitig versicherte König Friedrich I. seinem Halbbruder und dessen Erben auf die königliche Grafschaft Limpurg-Sontheim ein unablösliches mit 5 % verzinsliches Kapital von 40000 fl. Auch der unebenbürtig verheiratete ältere Bruder von König Friedrich, Heinrich Friedrich Karl von Württemberg (1772–1838), führte bereits seit 1802, den Titel eines Grafen von Sontheim.

### Berufliches Wirken
Sontheim trat als Leutnant in die Württembergische Armee ein. In der Zeit der napoleonischen Kriege stieg er schnell auf, bereits 1818 wurde er als Oberst Direktor der Geheimen Kriegskanzlei. Im November 1829 wurde der damalige Generalmajor in Ludwigsburg zum Mitglied der Kammer der Standesherren auf Lebenszeit ernannt. 1839 bestimmte König Wilhelm I. den Grafen Sontheim zum militärischen Erzieher des Kronprinzen Karl von Württemberg, dem er auch während seines Studiums nach Tübingen und Berlin folgte. Am 15. September 1842 wurde Graf von Sontheim württembergischer Kriegsminister. Am 24. Juni 1848 erfolgte mit seiner Ernennung zum Gouverneur der Bundesfestung Ulm die Enthebung vom Amt des Kriegsministers.

### Ehen und Kinder
1816 heiratete er Luise Freiin von Liebenstein (1799–1820), 1823 in zweiter Ehe deren Schwester Mathilde (1803–1870). Sie waren Töchter des königlich württembergischen Titular-Oberforstmeisters Carl Ludwig Friedrich von Liebenstein (1762–1822). Die Familie Liebenstein galt als von kleinem Adel, doch war die erste Schwester von der reichen Marie Antonie Walburge Crecentia von Bouwinghausen adoptiert worden, die für eine stattliche Mitgift von 30.000 Gulden sorgte. Die erste Gattin hatte sich allerdings zur Betrübnis Sontheims auf eine Affäre eingelassen, weshalb sich der Graf scheiden lassen wollte, doch starb die junge Ehefrau vorher an Nervenfieber. Graf Georg von Sontheim hatte insgesamt sechs Kinder (alle aus zweiter Ehe), wovon nur eines das Säuglingsalter nicht überlebte:
1. Pauline Gräfin v. Sontheim, * 11. April 1824, † 2. März 1900
2. Charlotte Gräfin v. Sontheim, * 5. März 1827, † 24. Februar 1900.[14] Sie war Hofdame der württembergischen Prinzessin Katharina (1821–1898), Tochter König Wilhelms I., und wurde nach mehr als zwanzig Jahren Hofdienst im Juli 1868 entlassen, da das Verhältnis zwischen ihr und der Prinzessin immer schwieriger geworden war und jene sie der Indiskretion verdächtigte.[15]
3. Emma Gräfin v. Sontheim, * 25. April 1829, † 6. August 1892, ⚭ 1858 Eduard Freiherr von der Osten (1828–1897), württembergischer Major[16]
4. Luise Gräfin v. Sontheim, * Mai 1831, † 29. September 1831
5. Friedrich Wilhelm Georg Graf v. Sontheim, * 15. September 1837, † 25. April 1873, württembergischer Rittmeister[17]
6. Marie Gräfin v. Sontheim, * 4. August 1839, † 10. Mai 1897, ⚭ 1863 Moritz Freiherr Schad von Mittelbiberach (1821–1902), württembergischer Landgerichtspräsident; auf Grund dessen[4] erfolgte späterhin, im Jahr 1900, beim württembergischen König ein Gesuch des Konrad Freiherr Schad v. Mittelbiberach (1864–1934; ⚭ Maria Hodelmaier; Rechtsanwalt, 1894 von Papst Leo XIII. zum Geheimen Kämmerer ernannt) als Nachkommen und Erben der gräflich Sontheim'schen Familie[2] um Erlaubnis zur Führung des Titels eines Grafen von Sontheim und der Anrede mit dem Prädikat Hochgeboren.[18]

## Ehrungen
- 1809: Ritterkreuz des Militär-Verdienstordens
- 1815: Kommenturkreuz des Civil-Verdienstordens
- 1834: Großkreuz des Friedrichs-Ordens[19]
- 1844: Großkreuz des Ordens vom Zähringer Löwen[20]
- 1846: Großkreuz des Ordens der Württembergischen Krone[21]
- 1853: Kommenturkreuz des Militärverdienstordens[22]